# Наднизька частота
Наднизька частота (англ. Super low frequency) — позначення МСЕ для електромагнітних хвиль (радіохвиль) у діапазоні частот від 30 до 300 герц. Вони мають відповідні довжини хвиль від 10 000 до 1 000 кілометрів. Цей діапазон частот включає частоти мереж змінного струму (50 і 60 герц). Інше суперечливе позначення, яке включає цей діапазон частот, — це надзвичайно низька частота (ELF), яка в деяких контекстах включає усі частоти до 300 герц.
Через надзвичайну складність побудови передавачів, які можуть генерувати такі довгі хвилі, частоти в цьому діапазоні використовувалися в дуже небагатьох системах зв’язку. Однак хвилі наднизьких частот можуть проникати в морську воду на глибину сотень метрів. Тому в останні десятиліття військові США, Росії та Індії створили величезні радіопередавачі, які використовують наднизькі частоти для зв’язку зі своїми підводними човнами. Військово-морська служба США називається Seafarer і працює на частоті 76 герц. Служба почала працювати в 1989 році, але припиненила свою роботу у 2004 році через прогрес у системах зв'язку на VLF частотах. Російська служба називається ZEVS і працює на частоті 82 герц. Військово-морські сили Індії мають оперативний засіб зв'язку ELF на військово-морській базі INS Kattabomman для зв'язку з підводними човнами класу Arihant і Akula.
Вимоги до приймачів на частотах SLF є менш суворими, ніж до передавачів, оскільки потужність сигналу (встановлена атмосферним шумом) значно перевищує рівень шуму приймача, тому можна використовувати маленькі, неефективні антени. Радіоаматори приймали сигнали в цьому діапазоні за допомогою простих приймачів, побудованих на базі персональних комп'ютерів, з котушковими або рамковими антенами, підключеними до звукової плати ПК. Сигнали аналізуються за допомогою програмного алгоритму швидкого перетворення Фур’є та перетворюються на звуковий сигнал.